# Musikåret 1965

## Händelser
- 13 februari – Ingvar Wixell sjunger alla låtarna, och Annorstädes vals vinner, vid den svenska uttagningen till Eurovision Song Contest på Cirkus i Stockholm [1].
- 20 mars – France Galls låt Poupée de cire, poupée de son vinner Eurovision Song Contest i Neapel för Luxemburg [2].
- okänt datum – Medaljen Pro Musica Militare instiftas.

## Priser och utmärkelser
- Jenny Lind-stipendiet – Birgitta Halstensson
- Medaljen för tonkonstens främjande – Gösta Morin, Gösta Nystroem och Einar Ralf
- Nordiska rådets musikpris – Karl-Birger Blomdahl för operan Aniara
- Spelmannen – Nils L. Wallin

## Årets album
Vänligen sortera soloartister på efternamn, musikgrupper på förstabokstaven (utan engelskans "The" och "A")
- The Animals – The Animals on Tour
- The Beach Boys – Beach Boys' Party!
- The Beach Boys – Summer Days (And Summer Nights!!)
- The Beach Boys – The Beach Boys Today!
- The Beatles – Help!
- The Beatles – Rubber Soul
- The Beau Brummels – Introducing the Beau Brummels
- Chuck Berry – Chuck Berry in London
- Chuck Berry – Fresh Berry's
- James Brown – I Got You
- James Brown – Papa's Got a Brand New Bag
- The Byrds – Mr. Tambourine Man
- Ray Charles – Live in Concert
- Ornette Coleman – At the "Golden Circle" Stockholm, Vol. 1 & 2
- John Coltrane – The Last Trane
- John Coltrane – A Love Supreme
- Miles Davis – E.S.P.
- Miles Davis – Miles in Berlin
- Bob Dylan – Bringing It All Back Home
- Bob Dylan – Highway 61 Revisited
- The Everly Brothers – Gone Gone Gone
- The Everly Brothers – Rock'n Soul
- The Impressions – One by One
- Dexter Gordon – Gettin' Around
- Lee Hazlewood – Friday's Child
- Tom Jones – Along Came Jones
- The Kinks – Kinda Kinks
- The Kinks – The Kink Kontroversy
- The Miracles – Greatest Hits: From Begining
- Roy Orbison – There is Only One Roy Orbison
- Roy Orbison – Orbisongs
- The Paul Butterfield Blues Band – The Paul Butterfield Blues Band
- Tom Paxton – Ain't That News!
- Otis Redding – Otis Blue: Otis Redding Sings Soul
- The Rolling Stones – December's Children (And Everybody's)
- The Rolling Stones – Out of Our Heads
- The Rolling Stones – Rolling Stones No. 2
- The Rolling Stones – The Rolling Stones Now!
- Wayne Shorter – The All Seeing Eye
- Wayne Shorter – Speak No Evil
- Simon and Garfunkel– Sound of Silence
- Paul Simon – The Paul Simon Song Book
- Sonny & Cher – Look at Us
- The Temptations – Temptations Sing Smokey
- The Turtles – It Ain't Me Babe
- The Wailers – The Wailing Wailers
- The Who – My Generation
- The Yardbirds – Having a Rave Up
- Monica Zetterlund – Ohh! Monica
- The Zombies – Begin Here
- The Zombies – The Zombies

## Årets singlar & hitlåtar
Vänligen sortera soloartister på efternamn, musikgrupper på förstabokstaven (utan engelskans "The" och "A")
- Chris Andrews – Yesterday Man
- The Animals – Bring It On Home to Me
- The Animals – Don't Let Me Be Misunderstood
- The Animals – It's My Life
- The Animals – We Gotta Get Out of This Place
- The Beach Boys – California Girls
- The Beach Boys – Help Me, Rhonda
- The Beatles – Day Tripper
- The Beatles – Drive My Car
- The Beatles – Help!
- The Beatles – Michelle
- The Beatles – Ticket to Ride
- The Beatles – We Can Work It Out
- The Beatles – Yesterday
- James Brown – I Got You (I Feel Good)
- James Brown – Papa's Got a Brand New Bag
- The Byrds – Mr. Tambourine Man
- The Byrds – Turn! Turn! Turn!
- Freddy Cannon – Action
- Petula Clark – Downtown
- Donovan – Colours
- Bob Dylan – Like a Rolling Stone
- Bob Dylan – Positively 4th Street
- Marianne Faithfull – Summer Nights
- The Four Seasons – Let's Hang On
- The Four Tops – I Can't Help Myself (Sugar Pie Honey Bunch)
- Magnus kvintett – Christina
- Marvin Gaye – I'll Be Doggone
- Marvin Gaye – Ain't That Peculiar
- Hep Stars – Cadillac
- Hep Stars – No Response
- The Hollies – I'm Alive
- The Hollies – Yes I Will
- Tom Jones – It's Not Unusual
- Tom Jones – What's New Pussycat?
- The Kinks – See My Friends
- The Kinks – Till the End of the Day
- Gary Lewis – This Diamond Ring
- Gary Lewis – Save Your Heart for Me
- Lars Lönndahl & Towa Carson – En lilja är vit
- Manfred Mann – If You Gotta Go, Go Now!
- Martha and the Vandellas - Nowhere to Run
- The McCoys – Hang On Sloopy
- Barry McGuire – Eve of Destruction
- Roger Miller – England Swings
- Roger Miller – King of the Road
- The Miracles – Ooo Baby Baby
- Roy Orbison – Ride Away
- Wilson Pickett - In the Midnight Hour
- Elvis Presley – Crying In The Chapel
- Elvis Presley – (Such An) Easy Question
- Elvis Presley – I'm Yours
- Elvis Presley – Puppet on a String
- The Righteous Brothers – You've Lost That Lovin' Feelin'
- Johnny Rivers – The Seventh Son
- The Rolling Stones – Get Off of My Cloud
- The Rolling Stones – (I Can't Get No) Satisfaction
- The Rolling Stones – The Last Time
- Sam the Sham and the Pharaohs – Wooly Bully
- The Seekers – A World of Our Own
- Sandie Shaw – Long Live Love [3]
- Simon & Garfunkel – The Sound of Silence
- Sir Douglas Quintet – She's About a Mover
- Sonny & Cher – I Got You Babe
- The Supremes - I Hear a Symphony
- The Supremes – Stop! In the Name of Love
- Tages – Don't Turn Your Back
- The Temptations – Get Ready
- The Temptations – My Girl
- Them – Here Comes the Night
- The Turtles – It Ain't Me, Babe
- Vogues – Five O'Clock World
- The Who – Anyway, Anyhow, Anywhere
- The Who – I Can't Explain
- The Who – My Generation
- The Who – Ready Steady Who (EP)
- The Yardbirds – For Your Love
- The Yardbirds – Heart Full of Soul

## Födda
- 11 januari – Fredrik Hammar, svensk skådespelare, musiker och sångare.
- 13 januari – Jon Rekdal, svensk kompositör och ljudtekniker.
- 19 januari – Johan Ramström, svensk tonsättare.
- 21 januari – Robert del Naja, brittisk musiker och författare.
- 29 januari – Richard Carlsohn, svensk musikalartist och skådespelare.
- 1 februari – Petra Nielsen, svensk skådespelare, sångare och musikalartist.
- 14 mars – Dan Malmer, svensk skådespelare, musikalartist och koreograf.
- 3 april – Kim Hedås, svensk tonsättare.
- 5 april – Mike McCready, amerikansk musiker, gitarrist i Pearl Jam.
- 8 april – Jonas Lundh, svensk musikkonstnär med abstrakt bildspråk.
- 1 maj – Daniel Nelson, svensk tonsättare.
- 3 maj – Magnus Öström, svensk trumslagare.
- 5 maj – Carin Bartosch Edström, svensk tonsättare, författare och översättare.
- 7 maj – Gigi Hamilton, svensk sångare, i Style.
- 13 maj – Tasmin Little, brittisk violinist.
- 16 maj – Krist Novoselic, amerikansk musiker, basist i Nirvana.
- 17 maj – Trent Reznor, amerikansk musiker, kreativ kraft i bandet Nine Inch Nails.
- 29 maj – Fredrik Hedelin, svensk tonsättare.
- 3 juni – Peter Mattei, svensk operasångare (baryton).
- 20 juni – Mats Larsson Gothe, svensk tonsättare.
- 16 juli – Bente Hjelm, svensk radiopratare, låtskrivare, sångare, skådespelare och ståuppkomiker.
- 20 juli – Håkan Lidbo, svensk musikproducent.
- 23 juli – Saul Hudson, Slash, brittisk musiker, gitarrist i Velvet Revolver och Guns N' Roses.
- 7 augusti – Mikael Marin, svensk riksspelman.
- 28 augusti – Shania Twain, kanadensisk sångare.
- 6 september – Louise Hoffsten, svensk sångare, musiker och låtskrivare.
- 11 september – Moby, amerikansk technomusiker.
- 29 september – Ulrika Emanuelsson, svensk tonsättare, dirigent och sångare.
- 1 oktober – Irma Schultz, svensk sångare och skådespelare.
- 7 oktober – Dr. Gunni, isländsk musiker, poet och journalist.
- 20 oktober – Jakob Hellman, svensk sångare, artist och låtskrivare.
- 25 oktober – Mårten Jansson, svensk tonsättare och dirigent.
- 31 oktober – Cristian Marina, svensk tonsättare av rumänsk-ungersk börd.
- 9 november – Bryn Terfel, brittisk operasångare (basbaryton).
- 21 november – Björk Guðmundsdóttir, isländsk musiker.
- 29 november – Joakim Sandgren, svensk tonsättare.
- 8 december – Zemya Hamilton, svensk sångare, medlem i Clubland.
- 23 december – Bobby Schayer, amerikansk musiker, trummis i Bad Religion 1991–2001.
- 29 december – Dexter Holland, musiker, medlem i The Offspring.

## Avlidna
- 9 januari – Karl-Ewert Christenson, 76, svensk skådespelare och sångtextförfattare.
- 20 januari – Alan Freed, 43, amerikansk discjockey och radioman.
- 15 februari – Nat King Cole, 45, popsångare, dog av lungcancer.
- 26 mars – Gunnar Grip 77, svensk opera- och konsertsångare.
- 2 april – Nils Kihlberg, 49, svensk skådespelare, sångare och teaterregissör.
- 12 april – Olle Björling, 55, svensk konsertsångare (tenor).
- 1 maj – Spike Jones, 53, amerikansk musiker.
- 4 september – Albert Schweitzer, 90, tysk teolog, bibelforskare, musiker, läkare och missionär, mottagare av Nobels fredspris.
- 5 oktober – Gustaf Bengtsson, svensk tonsättare och musikpedagog.
- 20 oktober – Gösta Bodin, 68, svensk skådespelare och sångare.
- 22 oktober – Lars Egge, 71, svensk operettsångare, skådespelare och teaterchef.
- 26 oktober – Elisabeth Huselius-Wickter, 64, svensk harpist och tonsättare.
- 28 oktober – Earl Bostic, 52, amerikansk saxofonist.
- 27 december – Nils Perne, 60, svensk kompositör, textförfattare och teaterchef.

### Fotnoter
1. ↑  Poplight - Melodifestivalen.
2. ↑  Poplight - Eurovision Song Contest.
3. ↑  Sandie Shaws diskografi på www.45-rpm.org.uk, läst 3 mars 2009.